# Gérard Renon
Pour les articles homonymes, voir Renon (homonymie).
 (mars 2008).
Si vous disposez d'ouvrages ou d'articles de référence ou si vous connaissez des sites web de qualité traitant du thème abordé ici, merci de compléter l'article en donnant les références utiles à sa vérifiabilité et en les liant à la section « Notes et références ».
Gérard Renon, ingénieur et homme politique français, est né le 12 septembre 1940 à Saint-Amand-Montrond (Cher). Il est mort le 7 septembre 1994 d'un cancer, à l'âge de 53 ans. 

## Biographie
Ancien élève de l'École polytechnique (major de sortie de la promotion 1959) et de l'École des mines de Paris, licencié en sciences économiques, il est ingénieur général des mines (1987). 
Il mène d'abord une carrière administrative, à la direction des carburants du ministère de l'industrie (1965-1971), puis à la direction des industries métallurgiques, puis auprès du secrétaire général à l'énergie Jean Couture, puis du délégué général à l'énergie Jean Blancard, puis de Paul Mentré dont il devient l'adjoint. C'est alors qu'il siège au conseil d'administration des Charbonnages de France (1976-1979). 
Il entre à Gaz de France en 1977, jusqu'en 1981. 
Conseiller à l'Élysée pour les problèmes énergétiques (1981-1982) puis administrateur général adjoint du CEA (1982), il succède à Michel Pecqueur comme administrateur général du CEA (1983-1986). 
Il est relégué temporairement à la présidence du BRGM (1986-1988) comme successeur de Jean Audibert. 
Il entre au gouvernement en 1988, en tant que secrétaire d'État à la Prévention des risques naturels et technologiques (1988-1989), puis secrétaire d'État à la Défense (1989-1991) avant de présider Louis Harris Conseil (1991) puis d'être nommé en 1992 président de la SNECMA.
Gérard Renon est chevalier de la Légion d'honneur et Officier de l'Ordre national du Mérite.